# ألد غرافيد جونز
ألد غرافيد جونز (بالإنجليزية: Aled Gruffydd Jones)‏ هو أمين مكتبة ومؤرخ بريطاني، ولد في 1955.